# Eisenerzbergbau in Western Australia

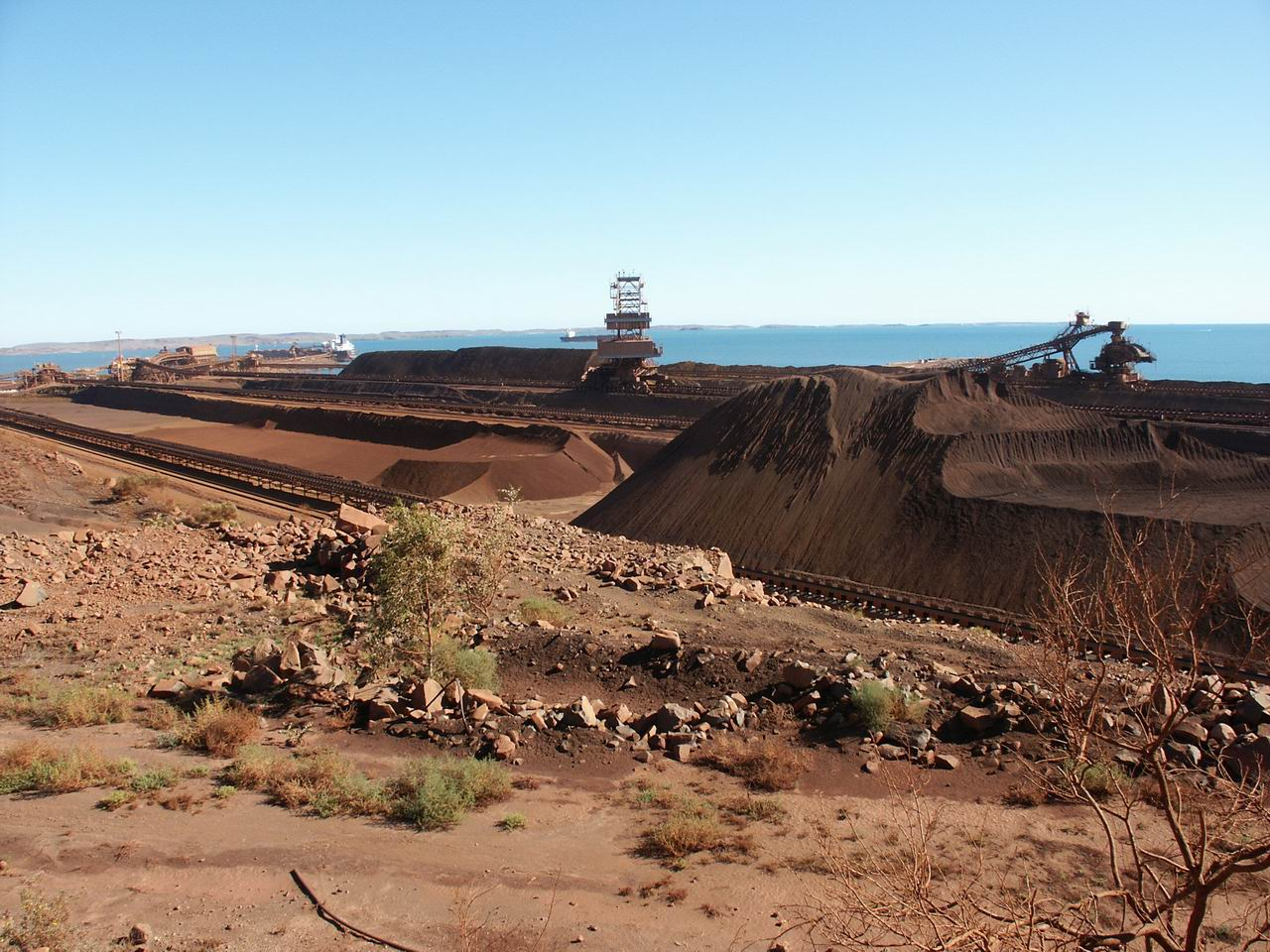
Anlagen des Eisenerz-Verladehafens in Dampier

Der Eisenerzbergbau in Western Australia ist ein bedeutender wirtschaftlicher Faktor für Australien. In Western Australia befindet sich das zweitgrößte Vorkommen von Eisenerz auf der Erde und 2010/2011 wurden 98 % aller australischen Eisenerze in Western Australia produziert.
Der Abbau wird von den zwei Bergbau-Konzernen Rio Tinto Group und BHP Billiton dominiert, die mehr als 90 % aller australischen Eisenerze in der Abrechnungsperiode 2008/2009 produzierten. Der drittgrößte dort aktive Konzern ist die Fortescue Metals Group (FMG).
Nach China war Australien 2010 weltweit der zweitgrößte Eisenerzproduzent, wobei der größte Anteil des australischen Eisenerz-Exports nach China verschifft wurde. Mit einem Anteil von 72 % dominieren die australische Rio Tinto und BHP Billiton und die brasilianische Vale den Seehandel mit Eisenerz.
Mit dieser Ausfuhr von Bodenschätzen ist eine starke Abhängigkeit staatlicher Einnahmen von der Weltkonjunktur gegeben, denn aus dem Verkauf des produzierten Eisenerzes realisiert Western Australia AUD 1,7 Milliarden.

## Eisenerzvorkommen
Etwa 5 % der Erdkruste bestehen aus Eisen und 95 % aller Metalle, die ökonomisch verwertet werden, bestehen aus Eisen.
Die gesamten weltweiten Eisenerzvorkommen, einschließlich Australien, belaufen sich auf 168 Milliarden Tonnen, davon befinden sich 26 Milliarden Tonnen auf dem australischen Kontinent. Das ist in einem weltweiten Vergleich ein Anteil von 16,7 %; lediglich die Ukraine hat mit 17,9 % ein größeres Vorkommen, während Russlands Anteil bei 14,9 %, Chinas Anteil bei 13,1 % und der von Brasilien bei 9,5 % liegt.
China baut derzeit das größte Volumen von Eisenerz ab, gefolgt von Australien, Brasilien und Indien.
Die Eisenerz-Lagerstätten in Western Australia bestehen entweder aus Pisoiden, das sind kleine runde Einzelkörner, die aus Eisenerz-Bändern ausgewittert sind und in Schwemmlandgebiete transportiert wurden, wie bei Pannawonica oder es sind durch Metasomatose verwitterte Eisenerzbänder wie bei Newman, im Chichester Range und Hamersley Range und bei Koolyanobbing. Ferner gibt es am Lake Argyle oxidiertes Eisen, das wie Hardcaps geformt ist und aus den dortigen Laterit-Vorkommen entnommen wird.
In der Rechnungsperiode 2008/2009 wuchs die australische Eisenerzförderung im Vergleich zum vergangenen Abrechnungszeitraum um 8,5 % auf 316 Millionen Tonnen an, was einem Wert von AUD 33,56 Milliarden entspricht. China kaufte 64 % des aus Australien exportierten Eisenerzes für AUD 21 Milliarden auf, Japan 21 %, Südkorea 10 %, Taiwan 3 % und Europa 1 %.
Australien produzierte 2000 169 Millionen Tonnen Eisenerz und 2009 mehr als das doppelte Volumen mit 394 Millionen Tonnen.

## Geschichte

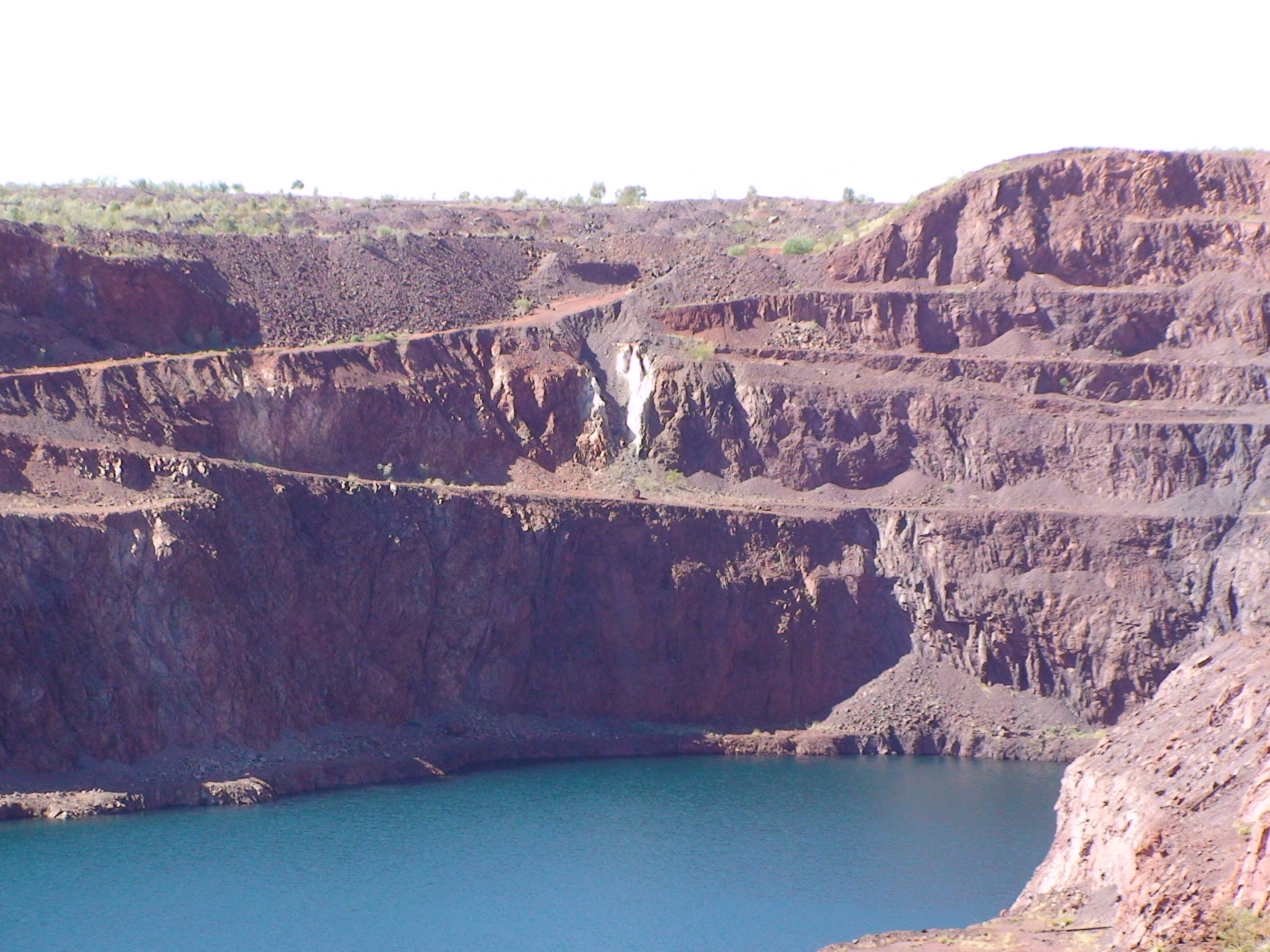
Die 1964 gegründete Goldsworthy Mine war die erste Eisenerzmine in der Pilbara-Region, die 1994 wegen Erschöpfung geschlossen wurde.

Schon die frühen britischen Entdecker von Western Australia berichteten von Eisenerzvorkommen der Hamersley Ranges und beschrieben Koolyanobbing im Yilgarn in der Pilbara als „essentially an iron country“ (deutsch: „im Wesentlichen ein Eisenland“).
Eisenerz wurde erstmals 1848 in Australien in Mittagong in New South Wales geschmolzen, das in einer dortigen Lagerstätte gefunden wurde. Der erste Eisenerz-Abbau Australiens fand allerdings bereits 1833 in Iron Knob in den Middleback Ranges statt.
Größere Lagerstätten wurden 1887 am Savange River in Tasmanien, im Constance Ranges und am Mount Biggenden in Queensland, in Nowa Nowa in Victoria und 1956 am Frances Creek, ferner 1961 am Mount Bundey im Northern Territory entdeckt.
1938 verhängte der Commonwealth ein Embargo über den Export von Eisenerz um nicht das kriegführende Japan zu unterstützen sowie wegen der Wahrnehmung, dass Australiens Eisenerzvorkommen begrenzt seien.
1957 entdeckte der Prospektor Stan Hilditch ein großes Eisenerzvorkommen am Mount Whaleback in Western Australia, das sich nach dem Ende des Embargos im Jahr 1960 zum größten Eisenerz-Bergwerk entwickelte und in einem offenen Tagebau betrieben wird. In der Nähe des Bergwerks wurde die Stadt Newman und eine Bahnlinie aufgebaut, die das Bergwerk mit dem 426 Kilometer entfernten Port Hedland verbindet. Die Eisenbahn kann 16.000 Tonnen in einer Stunde transportieren.
Nach 1960 entwickelte sich eine große exportabhängige Industrie, was auch daraus resultierte, dass 1961 weitere Lagerstätten Koolanooka in der Yilgarn-Region und 1962 am Mount Tom Price in der Pilbara-Region in 1962 erkundet wurden. 1966 wurden erstmals Eisenerzladungen aus der Region verschifft und in der Folgezeit weitere Lagerstätten erkundet und erschlossen.

## Bergbauunternehmen
Mehr als 90 % der australischen Eisenerzförderung findet in der Pilbara-Region, Kimberley-Region und in der Wheatbelt-Region in Western Australia statt. Der Wert der australischen Eisenerzförderung entsprach 2008/2009 47 % des Staatshaushalts von Western Australia.
Dominiert wird die Eisenerzförderung Australiens von der Rio Tinto Group und BHP Billiton, die in einem Geflecht von Beteiligungen untereinander und mit chinesischen und japanischen Unternehmen durch Joint Ventures verbunden sind.

### Rio Tinto Group

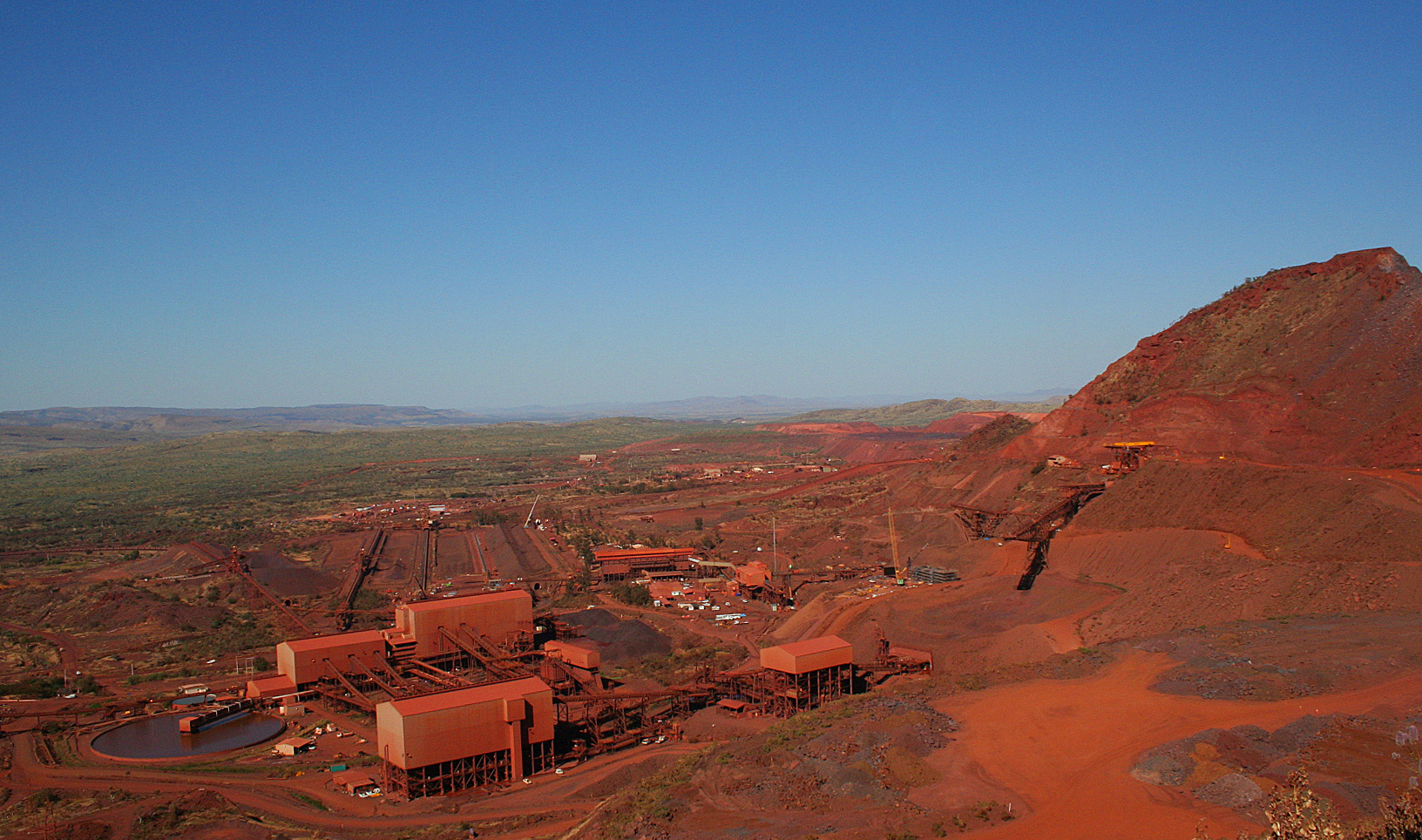
Die Mount Tom Price Mine der Rio Tinto Group in Western Australia

Die Rio Tinto Group ist einer der größten Bergbaukonzerne der Welt und nicht nur im Eisenerzbergbau aktiv. Rio Tinto will bis ins Jahr 2015 AUD 15 Milliarden in seine 13 Bergwerke in der Pilbara-Region investieren und den Ausstoß an Eisenerz auf 353 Millionen Tonnen steigern. Dabei wird es in seine Hafenanlagen in Dampier und Cape Lambert, Bergwerke und Eisenbahnanlagen investieren. Erweitert werden sollen die Minen Brockman 4 Mine, Western Turner Syncline Mine, Marandoo Mine und Nammuldi 1 Mine und des Weiteren die Lagerstättenerkundung forciert.
Rio Tinto hält 100 % aller Anteile der Hamersley Iron Pty Ltd, der 53 % an der Robe River Mining Company Pty Ltd gehören und ist mit 50:50 an der Rio Tinto Iron Ore und an Hope Downs Iron Ore Mine (HDIO) ist BHP Billiton beteiligt.
Die Hamersley Iron ist die Eigentümerin von sechs Bergbauen in Western Australia, der Brockman-, Marandoo-, Mount Tom Price-, Paraburdoo-, Yandicoogina- und Nammuldi-Mine. Hamersley Iron hält 60 % an der Channar-Mine mit der China Iron & Steel Industry and Trade Group und 54 % an der Eastern Range Mine, ein Joint Venture mit der Shanghai Baosteel Group Corporation. 2009 begann Rio Tinto mit dem Bau von zwei weiteren Bergwerken, die Western Turner Syncline und die Brockman 4.

### BHP Billiton

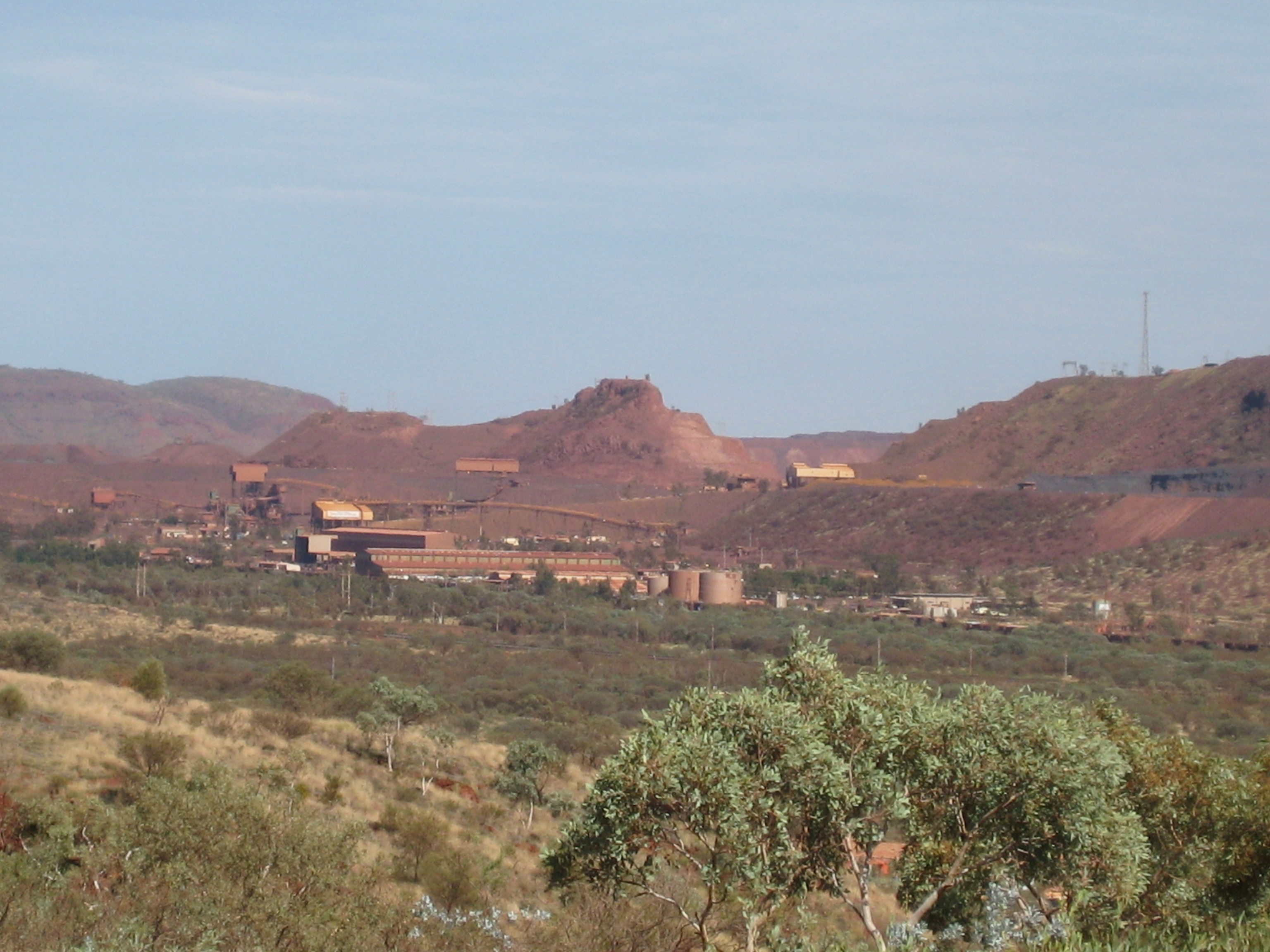
Der Eisenerzabbau in der Mount Whaleback Mine von BHP Billiton

Der Bergbaukonzern BHP Billiton ist das am längsten mit dem Eisenbergbau in Australien befasste Unternehmen. BHP Billiton war von 1899 bis 2000 mit der Minden Mining Mine fusioniert, die anschließend von Onesteel Ltd aufgekauft wird.
BHP Billiton ist des Weiteren die Eigentümerin von sieben Eisenerzbergbauen, einschließlich der größten Einzelmine im Abbau von Eisenerz im offenen Tagebau, die Mount Whaleback Mine bei Newman. Diese Mine ist fünf Kilometer lang und nahezu 1,5 Kilometer breit. Weitere Eisenerzkörper der BHP Billiton sind mit den Nummern 18, 23, 25, 29, 30 und 35 bezeichnet und die Minen Jimblebar, Yandi, Area C und Yarrie. Die Robe River Mine arbeitet mit der Pannawonica Mine und West Angelas Mine zusammen. Die Rio Tinto Iron Ore ist mit der Hope Downs Iron Ore Mine in einem Joint Venture verbunden.
Im Rechnungsjahr 2010/2011 beschäftigte BHP Billiton 13.000 Mitarbeiter in der Pilbara-Region. Von ihrem Stützpunkt in Newman aus werden die Eisenerztransporte mit der Eisenbahn und die Verschiffung von den Verladestationen in Port Hedland koordiniert.
Am 2. Februar 2012 gab BHP Billiton bekannt, das es ein Investitionsprojekt in Port Hedland von 917 Millionen US$ mit einem Baubeginn im 4.-Quartal 2012 plane. Der Eigenanteil von BHP wird 779 Millionen US$ betragen, die anderen Anteile werden von den japanischen Unternehmen Itochu Minerals & Energy of Australia Pty Ltd, Mitsui Itochu Iron Pty Ltd and Mitsui Iron Ore Corporation Pty Ltd bereitgestellt. Das Investitionsvorhaben sieht die Erweiterung der jährlichen Schiffsverladekapazität um 100 Millionen Tonnen Eisenerz mit einer Fertigstellung in der ersten Hälfte 2016 vor. Gebaut werden soll ein neuer Verladehafen mit einem vier Kilometer langer Schiffsanlegesteg, Schiffkanal, einer neuen Eisenbahnlinie und Hafengebäuden.

### Fortescue

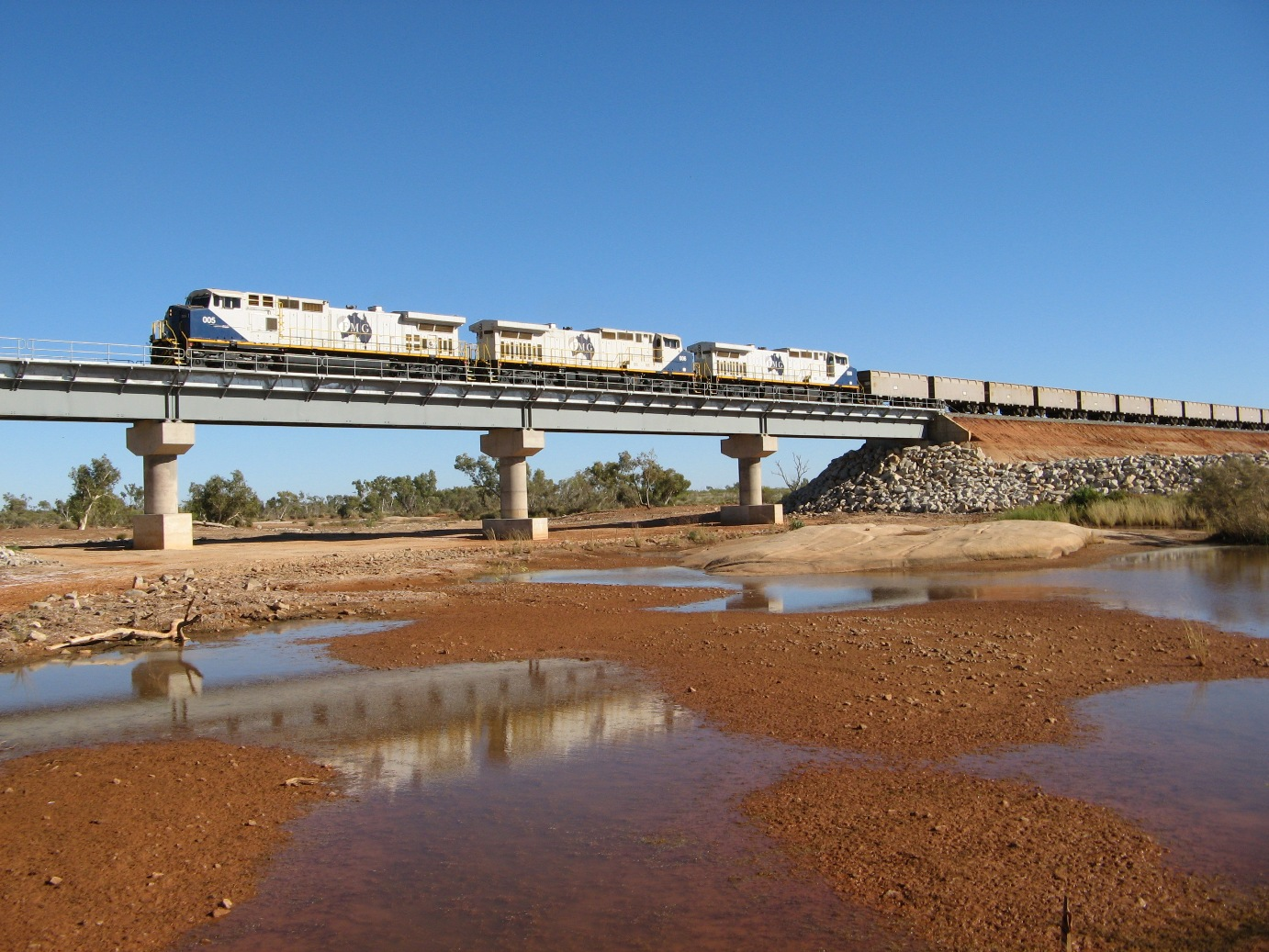
Zug der Fortescue Railway

Das Bergbauunternehmen Fortescue gründete sich 2003 und ist nach seinen eigenen Angaben der viertgrößte Eisenerzproduzent der Welt und beliefert vor allem China und den asiatischen Raum.
2006 projektierte Fortescue seine Verschiffungsanlagen im Herb Elliot Port am Port Hedland, Eisenbahnanlagen und Eisenerz-Abbau. Zwei Jahre später begann der Vertrieb von Eisenerz. Die Cloud Break Mine war ihr erstes Bergwerk, das sie in Betrieb nahm, dem die Christmas Creek Mine folgte und das Salomonprojekt in der Pilbara-Region sieht den Eisenerz-Abbau in drei weiteren Bergwerken vor. 2011 verkaufte Fortescu 40 Millionen Tonnen Eisenerz und für 2013/2014 ist ein Volumen von 150 Millionen geplant. Bis zum Dezember 2012 soll das Salomon-Investitionsprojekt von AUD 8,4 Milliarden abgeschlossen sein.
Fortescue beschäftigt 20 Personen in Perth, Port Hedland, Roebourne und Tom Price, die Kontakte zu zahlreichen Repräsentanten der Aborigines halten, mit denen das Unternehmen zusammenarbeitet. Das Unternehmen erklärt, dass sie die Rechte, Kultur und Interessen der Aborigines bei ihren Projekten berücksichtigt. Fortescue legt nach eigenen Angaben großen Wert auf die Beschäftigung von Aborigines und beschäftigte im Jahr 2011 300 indigene Mitarbeiter.
Die 88.000 km² Landeigentum in der Pilbara-Region von Fortescue macht dieses Unternehmen damit zum Eigentümer eines weltbedeutenden Eisenerzvorkommens von 2 Milliarden Tonnen.

## Bergwerke, Beschäftigung und Fördervolumen

### Aktive Bergwerke
Seit 1966 wurden drei Eisenerzminen, die Goldsworthy Mine, Shay Gap Mine und Nimingarra Mine in Western Australia aufgegeben.
Liste von aktiven Eisenerz-Bergbauen in Western Australia:
| Bergwerk                     | Eigentümer 1                  | Ort 2            | Region    | Kapazität 3 | Eröffnung |
| Area C Mine                  | BHP Billiton                  | Newman           | Pilbara   | 42          | 2003      |
| Brockman Mine                | Rio Tinto                     | Tom Price        | Pilbara   | 8.7         | 1992      |
| Brockman 4 Mine              | Rio Tinto                     | Tom Price        | Pilbara   | 22          | 2010      |
| Channar Mine                 | Rio Tinto                     | Paraburdoo       | Pilbara   | 20          | 1990      |
| Christmas Creek Mine         | Fortescue Metals Group        | Nullagine        | Pilbara   | 16          | 2009      |
| Cloud Break Mine             | Fortescue                     | Nullagine        | Pilbara   | 28          | 2008      |
| Cockatoo Island Mine         |                               | Cockatoo Island  | Kimberley |             |           |
| Eastern Range Mine           | Rio Tinto                     | Paraburdoo       | Pilbara   | 20          | 2004      |
| Hope Downs Mine              | Rio Tinto                     | Newman           | Pilbara   | 30          | 2007      |
| Jack Hills Mine              | Crosslands Resources          | Meekatharra      | Mid West  | 2           | 2006      |
| Jimblebar Mine               | BHP Billiton                  | Newman           | Pilbara   | 14          | 1989      |
| Koolan Island Mine           | Mount Gibson Mining           | Koolan Island    | Kimberley | 4           | 2007      |
| Koolanooka Mine              | Sinosteel Midwest Corporation | Geraldton        | Mid West  |             | 2010      |
| Koolyanobbing Mine           | Cliffs Natural Resources      | Southern Cross   | Wheatbelt |             |           |
| Marandoo Mine                | Rio Tinto                     | Tom Price        | Pilbara   | 15          | 1994      |
| Mesa A Mine                  | Rio Tinto                     | Pannawonica      | Pilbara   | 25          | 2010      |
| Mesa J Mine                  | Rio Tinto                     | Pannawonica      | Pilbara   | 7           | 1994      |
| Mount Jackson Mine           |                               | Mount Jackson    | Esperance | 33          | 2010      |
| Mount Tom Price Mine         | Rio Tinto                     | Tom Price        | Pilbara   | 28          | 1966      |
| Mount Whaleback Mine         | BHP Billiton                  | Newman           | Pilbara   | 38          | 1968      |
| Nammuldi Mine                | Rio Tinto                     | Tom Price        | Pilbara   | 6.6         | 2006      |
| Orebodies 18, 23 und 25 Mine | BHP Billiton                  | Newman           | Pilbara   | 37          | 2005/1989 |
| Pardoo Mine                  | Atlas Iron                    | Port Hedland     | Pilbara   | 2.4         | 2008      |
| Paraburdoo Mine              | Rio Tinto                     | Paraburdoo       | Pilbara   | 20          | 1972      |
| Tallering Peak Mine          | Mount Gibson Mining           | Mullewa          | Mid West  | 3           | 2004      |
| West Angelas Mine            | Rio Tinto                     | Newman           | Pilbara   | 29.5        | 2002      |
| Wodgina Mine                 | Atlas Iron                    | Port Hedland     | Pilbara   | 4           | 2010      |
| Yandi Mine                   | BHP Billiton                  | Newman           | Pilbara   | 41          | 1992      |
| Yandicoogina Mine            | Rio Tinto                     | Newman           | Pilbara   | 52          | 1998      |
| Yarrie Mine                  | BHP Billiton                  | Goldsworthy Mine | Pilbara   | 2           | 1994      |

- 1 Lediglich der Haupteigentümer oder das ausführende Unternehmen ist genannt.
- 2 Angabe zeigt die nächstgelegene Stadt, die Mine selbst befindet sich nicht unbedingt in der Stadt.
- 3 Die Zahl zeigt die Produktionskapazität des Bergwerks für 2010 in Millionen Tonnen Eisenerz an und nicht die derzeit aktuelle Jahresproduktion

### Fördervolumen und Beschäftigte (2000 bis 2020)
| Bezeichnung                         | 2000   | 2001   | 2002   | 2003   | 2004   | 2005   | 2006   | 2007   | 2008   | 2009   | 2010   | 2011   | 2012   | 2013   | 2014   | 2015   | 2016   | 2017   | 2018   | 2019   | 2020   |
| Jahresproduktion (Million Tonnen)   | 158,87 | 162,25 | 171,77 | 194,75 | 215,85 | 244,64 | 250,40 | 264,45 | 305,72 | 341,64 | 393,9  | 426,7  | 478,3  | 554,9  | 686,2  | 742,4  | 769,3  | 790    | 826    | 794    | 836    |
| Produktionswert (AUD in Milliarden) | 4,365  | 5,245  | 5,064  | 5,061  | 6,173  | 11,308 | 14,751 | 16,165 | 31,896 | 28,085 | 50,3   | 62,9   | 52,8   | 70,4   | 65,0   | 49,6   | 55,2   | 62,9   | 61,7   | 78,2   | 103,4  |
| Beschäftigte                        | 8.604  | 9.103  | 9.289  | 11.184 | 12.585 | 13.727 | 16.203 | 18.387 | 23.185 | 26.051 | 33.345 | 43.008 | 55.323 | 60.844 | 58.257 | 58.093 | 53.229 | 53.221 | 53.716 | 59.525 | 65.454 |

## Infrastruktur

Karte der Pilbara-Region mit Bergwerken, Häfen und Bahnstrecken

Seit der Eisenerzförderung zum Export ab 1960 wurden zehn neue Ortschaften, vier neue Bahnstrecken und 5 Häfen in Western Australia gebaut, darunter der Hafen von Dampier mit der größten Tonnage aller australischen Häfen.
Fortescue ist Landeigentümer über ein Gebiet von 88.000 km², das der doppelten Größe der Schweiz entspricht, Rio Tinto über 11.000 km² und BHP Billiton über 7.000 km².
Auf den Eisenbahnstrecken aus der Bergwerken fahren Züge, die aus drei Diesellokomotiven und 240 Wagen gebildet werden und 2,5 km lang sind, die längsten Züge der Welt. Sie fassen 30.000 t Eisenerz. FMG wollte die vorhandenen Eisenbahnstrecken zum Transport nutzen, dies wurde ihr von BHP Billiton aufgrund der vorhandenen Rechtslage verwehrt, daraufhin war sie gezwungen neben einer vorhandenen 268 Kilometer langen Eisenbahnstrecke von BHP Billiton eine eigene Strecke nach Port Hedland zu bauen, die etwa 100 Kilometer parallel zur vorhandenen läuft.
2010 transportierte BHP Billiton Eisenerz mit der Goldsworthy Railway und Mount Newman Railway bis Port Hedland, Rio Tinto Hamersley & Robe River Railway bis Cape Lambert und Dampier und FMG begann seinen Transport 2008 mit der eigenen Eisenbahngesellschaft Fortescue Railway bis nach Port Hedland.
Da der Bau von zwei parallelen Strecken eine Vergeudung von Ressourcen bedeutet, ordnete im Juni 2010 das Australian Competition Tribunal an, dass Fortescue ein Zugang zu der Rio Tinto's Robe River Line und BHP Billiton's Goldsworthy Line zu ermöglichen sei und die Regierung erließ hierzu ein Gesetz. Allerdings blieb der Fortescue der Zugang zu den schnelleren Strecken von Hamersley und Mount Newman verwehrt.
Die kleineren Bergwerke nutzen bzw. beabsichtigen die früheren staatlichen Eisenbahnen für ihren Transport zu nutzen: Beispielsweise die Mine von Koolyanobbing zum Hafen von Esperance, Jack Hills und Karara zu den Häfen in Geraldton und Oakajee.

## Kritik

### Allgemein
Die Infrastruktur von Western Australia wird wesentlich durch die Eisenerzförderung bestimmt. Kritiker stellen fest: Auswirkungen der Eisenerzförderung Australiens werde in der lokalen und globalen Öffentlichkeit in ihren Auswirkungen wenig diskutiert, die Informationspolitik der eisenerzfördernden Unternehmen berücksichtige lediglich deren wirtschaftlichen Interessen.
Da nicht ansässige Arbeiter im Turnus von zwei Wochen mit Flugzeugen von zuhause zur Arbeit pendeln, entstand eine bauliche Struktur mit Hotels und Hostels, die eine urbane Entwicklung nicht befördert und die Grundstückspreise anwachsen lässt. Die meisten Bergbauunternehmen können den spezialisierten Personalbedarf kaum durch den australischen Arbeitsmarkt decken, weshalb insbesondere im Bergbau Western Australias viele Kräfte aus dem Ausland eingestellt werden.
Zum Abbau des Eisenerzes und der Aufbau zum Betreiben der Bergwerke war eine Infrastruktur zum Transport des Eisenerzes erforderlich, die die Landschaft veränderte und aus touristischer Sicht bedenklich ist.
Die Pilbara-Region wird strukturpolitisch vom Eisenerzabbau dominiert und ist damit wirtschaftlich völlig von den dortigen Bergbaukonzernen und von der Weltkonjunktur sowie vom Hauptabnehmer des Eisenerzes China abhängig. So fuhren die drei großen australischen Eisen-Bergwerksunternehmen während der Finanzkrise ab 2007 im Jahr 2008 ihren Produktionsausstoß zeitweise um 10 % zurück und schlossen auch einzelne Bergwerke.
Das Wachstum der Beschäftigung hält nicht Schritt mit der Expansion des Eisenerzabbaus, da der Mechanisierungs- und Automatisierungsgrad in dieser Industrie hoch ist und die Weiterverarbeitung und damit die Wertschöpfung und Beschäftigung nicht in Australien, sondern im Ausland erfolgt.

### Aborigines
Die Kultur und die Traumzeit der lokalen Aborigines ist tief mit ihrem Land und Wasser verbunden. Der Eisenerzabbau hat Auswirkungen auf die empfindliche wüstenartige Umwelt der Pilbara und auf ihre zeremoniellen und traditionellen Plätze.
Manche Aborigines erkennen, dass die Konzerne kurzfristig hohe Profite erzielen, und dass sich ihre finanziellen Erfolge und Beschäftigungsmöglichkeiten im Widerspruch zur Zerstörung ihres Habitats befinden. Große Auswirkung ergeben sich neben der Veränderung der Natur durch den Abbau auch für den Wasserhaushalt, da die Minen das knappe Wasser aus der Umgebung und dem Untergrund entnehmen. Positiv wird gesehen, dass die Eisenerzkonzerne Beschäftigungsmöglichkeiten für lokale Aborigines in einem strukturschwachen Gebiet geschaffen haben. Zur Förderung der Beschäftigung gibt es von der Regierung geschaffene Aboriginal Workforce Development Center.
Seit 1992 haben Aborigines traditionelles Land als Native Title reklamiert und eingeklagt, wodurch sie im überwiegenden Fall Besitz- und Nutzungsrechte und in geringerem Maß Landeigentum erwarben. Sind durch den Abbau Rechte betroffen, müssen die Bergbaufirmen mit den Eigentümern bzw. Berechtigten verhandeln. Die Aborigines der Yindjibarndi halten einen Native Title-Besitz über ein Gebiet in dem Fortescue drei Bergwerke mit einer jährlichen Kapazität von 60 Millionen Tonnen Eisenerz aufbauen will. Die Verhandlung von Fortescue und Yindhibarbdi Aboriginal Corporation (YAC), die 700 Mitglieder vertritt, kamen 2010 aufgrund unterschiedlicher finanziellen Vorstellung zu keinem abschließenden Ergebnis, sodass es möglicherweise zu einer gerichtlichen Entscheidung kommt.
Ein von Aborigines geführtes Unternehmen mit 300 Beschäftigten, die Ngarda Civil & Mining Company, hat 2007 mit der BHP Billington einen 5-Jahres-Vertrag zum Abbau in der Yarrie Iron Ore Mine, 200 km nordöstlich Port Headland, mit der Summe von AUD 300 Millionen abgeschlossen.
2007 lag die Quote der Aborigines-Arbeitslosigkeit in Western Australia bei 14 %, während die dortige allgemeine Arbeitslosigkeit 3,3 % betrug.
2009 beschäftigte BHP Billiton 700 Aborigines unter seinen 12.000 Mitarbeitern im Pilbara-Gebiet und gab bekannt, dass es die meisten Aborigines in der Eisenerzförderung in Western Australia habe. Rio Tinto erklärte, dass ebenso 700 (6 %) der dortigen Beschäftigten indigen seien.